# Thalassochytrium gracilariopsidis
Thalassochytrium gracilariopsidis är en svampart som beskrevs av Nyvall, M. Pedersén & Longcore 1999. Thalassochytrium gracilariopsidis ingår i släktet Thalassochytrium, divisionen pisksvampar och riket svampar.   Inga underarter finns listade i Catalogue of Life.